# Nakhon Phanom
Nakhon Phanom (in thailandese นครพนม) è una città minore (thesaban mueang) della Thailandia. Il territorio comunale occupa una parte del distretto di Mueang Nakhon Phanom, che è capoluogo della Provincia di Nakhon Phanom, nel gruppo regionale della Thailandia del Nordest. In città hanno sede il governo provinciale e distrettuale.

## Geografia fisica

### Territorio
La città sorge nella valle del medio Mekong 739 km a nord-est di Bangkok, e la sua parte orientale è bagnata dallo stesso Mekong. Aldilà del fiume si trova la città laotiana di Thakhek, alla quale è collegata dal terzo ponte dell'amicizia thai-lao, inaugurato nel novembre 2011 15 km a nord del centro cittadino.

### Clima
La temperatura media mensile massima è di 35,1° in aprile, durante la stagione secca, con un picco di 41,8° in aprile, mentre la media mensile minima è di 16,1° a gennaio, nella stagione fresca, con un picco di 4° registrato a dicembre. La media massima mensile delle precipitazioni piovose è di 357,9 mm in agosto, nella stagione delle piogge, con un picco giornaliero di 228,9 mm in luglio. La media minima mensile è di 4,7 mm in gennaio. La stagione fresca va da novembre a febbraio, quella secca da febbraio ad aprile e quella delle piogge da maggio a settembre.

## Storia
Nakhon Phanom si trova nella zona al centro dell'antico Regno di Sikotthabong, che fu una delle mueang conquistate da Fa Ngum nella campagna che portò nel 1354 alla fondazione del Regno di Lan Xang, lo Stato che unificò il popolo lao. Nei secoli successivi la città fu parte integrante di Lan Xang fino al frazionamento del regno nel 1707, passando quindi sotto il controllo del Regno di Vientiane. Due anni dopo il governatore di Nakhon Phanom (a quel tempo chiamata Lakhon) Borom Raja si ribellò, proclamò l'indipendenza e inviò le proprie truppe all'attacco della capitale Vientiane. L'attacco fu respinto ma Borom Raja riuscì a conservare l'indipendenza per alcuni anni, tagliando i collegamenti tra la capitale e la mueang meridionale di Champasak, la cui aristocrazia ne approfittò e a sua volta proclamò l'indipendenza fondando il Regno di Champasak. Questo nuovo Stato mantenne l'indipendenza anche dopo che nel 1715 Vientiane riprese il controllo di Lakhon.
Il Regno di Vientiane divenne vassallo del Siam, l'odierna Thailandia, nel 1779, e anche Nakhon Phanom passò sotto il controllo dei siamesi, che in quegli anni deportarono molti laotiani come forza lavoro per edificare la nuova capitale Bangkok. Nel 1793, il re di Vientiane Nanthasen tramò una ribellione con il governatore di Lakhon e l'imperatore del Vietnam contro il Siam. Furono però scoperti e sia Nanthasen che il governatore furono arrestati e deportati a Bangkok. In quegli anni le fu dato il nome Nakhon Phanom, letteralmente città delle montagne, da re Rama I per il suggestivo panorama che offrono alla città le montagne dietro a Thakhek, sul lato opposto del Mekong.
Una nuova rivolta di Vientiane contro i siamesi fu capeggiata dal nuovo re Anuvong; dopo la sua sconfitta nel 1829, vi furono nuove deportazioni in massa di laotiani che andarono a popolare le aree disabitate dell'Isan, l'odierna Thailandia del Nordest. Gli abitanti di questa regione, di cui fa parte Nakhon Phanom, hanno mantenuto le proprie tradizioni e tuttora parlano i vari dialetti laotiani della lingua isan, malgrado la massiccia opera di assorbimento culturale portata avanti dai vari governi thailandesi.
Alla fine degli anni 1920 si formò a Nakhon Phanom una comunità di profughi vietnamiti tra i quali il rivoluzionario Ho Chi Minh, che venne per politicizzare i connazionali e scelse il luogo per la sua relativa vicinanza al Vietnam. Negli anni dopo la seconda guerra mondiale, nei pressi della città e più in generale lungo la frontiera lao thailandese demarcata dal Mekong, vi fu infiltrazione dal Laos di truppe lao-vietnamite comuniste e il concentramento di effettivi della guerriglia comunista thailandese. Fu quindi costruito nel 1950 l'odierno aeroporto di Nakhon Phanom come base per le Forze aeree thailandesi al fine di difendere il Paese e perlustrare i territori laotiani. Dopo lo scoppio della guerra del Vietnam e della guerra civile in Laos, con l'acutizzarsi del conflitto e per il timore di un'invasione l'aeroporto divenne una delle basi che i thailandesi assegnarono alle forze aeree e navali statunitensi per bombardare Laos e Vietnam e per la perlustrazione del Mekong. Alla fine dei conflitti, una parte rimase una base aerea e navale thailandese e una parte divenne l'aeroporto civile della città.

## Popolazione
La maggior parte della popolazione fa parte delle etnie lao, thai e vietnamita, che da secoli vivono nella zona.

## Economia
L'economia locale si è basata tradizionalmente sull'agricoltura e i prodotti principali sono il riso, la gomma, ananas, tapioca e tabacco. Vi sono in zona anche diversi allevamenti ittici. Tra le industrie sviluppatesi in tempi più recenti vi sono quelle delle lavorazioni di prodotti ortofrutticoli e di carni da esportare.
Il governo thailandese ha predisposto nei primi anni del XXI secolo dei programmi di sviluppo locale chiamati "Speciale zona economica" che sono stati assegnati alla zona di Nakhon Phanom e ad altre province thailandesi. Le prospettive di sviluppo per Nakhon Phanom sono ottime dopo l'apertura del ponte dell'amicizia nel 2011, come hanno confermato i dati sulla crescita economica relativi agli anni dopo la sua inaugurazione. In particolare si cerca di sviluppare ulteriormente i commerci con Laos, Vietnam e Cina.

## Infrastrutture e trasporti
La stazione degli autobus è nella zona orientale di Nakhon Phanom, ed è collegata con le principali città della regione. Vi sono autobus che attraversano il confine laotiano per Thakhek; quelli diretti a Bangkok arrivano alla stazione nord di Morchit della capitale impiegando 11-12 ore. L'aeroporto di Nakhon Phanom si trova 15 km ad est del centro. Sul ponte dell'amicizia transita la Asian Highway AH15, che collega Udon Thani con la città vietnamita di Vinh.